# Red Bull RB13
De Red Bull RB13 is een Formule 1-auto die gebruikt wordt door het team Red Bull Racing in het seizoen 2017.

## Onthulling
Op 26 februari 2017 werd de auto onthuld door middel van het plaatsen van een video op internet. De auto wordt, net zoals in de meeste races van 2016, bestuurd door Daniel Ricciardo en Max Verstappen.

## Resultaten
| Resultaat                     |
| ----------------------------- |
| Winnaar                       |
| Tweede plaats                 |
| Derde plaats                  |
| Gefinisht (punten)            |
| Gefinisht (geen punten)       |
| Niet geklasseerd (NC)         |
| Uitgevallen (DNF)             |
| Niet gekwalificeerd (DNQ)     |
| Gediskwalificeerd (DSQ)       |
| Niet gestart (DNS)            |
| Gewond (INJ)                  |
| Uitgesloten (EX)              |
| Teruggetrokken (WD)           |
| Niet deelgenomen (blanco cel) |
| vetgedrukt (pole position)    |
| cursief (snelste ronde)       |

| Jaar | Chassis       | Motor     | Banden | Coureurs         | 1   | 2   | 3   | 4   | 5   | 6   | 7   | 8   | 9   | 10  | 11  | 12  | 13  | 14  | 15  | 16  | 17  | 18  | 19  | 20  | Punten | WK-plaats |
| ---- | ------------- | --------- | ------ | ---------------- | --- | --- | --- | --- | --- | --- | --- | --- | --- | --- | --- | --- | --- | --- | --- | --- | --- | --- | --- | --- | ------ | --------- |
| 2017 | Red Bull RB13 | TAG Heuer | P      |                  | AUS | CHN | BHR | RUS | SPA | MON | CAN | AZE | OOS | GBR | HON | BEL | ITA | SIN | MAL | JPN | VST | MEX | BRA | ABU | 368    | Brons     |
| 2017 | Red Bull RB13 | TAG Heuer | P      | Daniel Ricciardo | DNF | 4   | 5   | DNF | 3   | 3   | 3   | 1   | 3   | 5   | DNF | 3   | 4   | 2   | 3   | 3   | DNF | DNF | 6   | DNF | 368    | Brons     |
| 2017 | Red Bull RB13 | TAG Heuer | P      | Max Verstappen   | 5   | 3   | DNF | 5   | DNF | 5   | DNF | DNF | DNF | 4   | 5   | DNF | 10  | DNF | 1   | 2   | 4   | 1   | 5   | 5   | 368    | Brons     |
| Jaar | Chassis       | Motor     | Banden | Coureurs         | 1   | 2   | 3   | 4   | 5   | 6   | 7   | 8   | 9   | 10  | 11  | 12  | 13  | 14  | 15  | 16  | 17  | 18  | 19  | 20  | Punten | WK-plaats |

Ferrari SF70H ·
Force India VJM10 ·
Haas VF-17 ·
McLaren MCL32 ·
Mercedes F1 W08 EQ Power+ ·
Red Bull RB13 ·
Renault R.S.17 ·
Sauber C36 ·
Toro Rosso STR12 ·
Williams FW40